# Jacques Collombet
Pour les articles homonymes, voir Collombet.
Jacques Collombet, né le 12 octobre 1912 à Paris et mort le 17 novembre 1989 au Chesnay, est un ingénieur aéronautique, pilote de guerre, pilote d'essai et général de brigade aérienne français.

## Biographie
Fils de Georges Collombet et de Marie Capiou, Jacques Collombet voit le jour le 12 octobre 1912 à Paris. Il fréquente le lycée Buffon, puis, diplômé de Sup aéro (ENSA 1937), il réussit la PMS et obtient ainsi une bourse pour passer son brevet de pilote d'avion et faire son service militaire comme sous-officier. Il obtient son brevet de pilote n°: 26.037 le 26 septembre 1937  à la base d'Ambérieu-en-Bugey à l'École de pilotage Caudron. Son instructeur est monsieur Vaulot et il vole sur Caudron 272-5 Luciole. Son Brevet Militaire de pilote d'avions lui est remis 25 novembre 1937 à Istres.
Il commence son service militaire le 20 octobre 1937 dans le bataillon de l'Air 127 et est affecté à l'école de pilotage d'Avord, dans le Cher . Il va effectuer diverses missions d'observation, de photographie, de TSsF, de manœuvres sur Potez 25 et Morane-Saulnier MS.230, puis à partir de décembre il s'entraîne au bombardement sur LeO 45. Il obtient son brevet de commandant d'avion. Le 29 mars 1938 il est affecté au peloton de réserve, mais il demande à rejoindre l'armée active.
Il est nommé sous-lieutenant et pilote le 20 décembre 1937 à la 1/31e escadre au sein de la 2e escadrille qui est commandée par le lieutenant Hirsch, puis par le commandant Schmitter le 29 octobre 1939. Il pilote le Potez 25 n° "449" qu'il partage avec Ruaux en 1938, puis seul le n°"452", puis à la GO 1/31 2e escadrille le n° "1730", sur la Base aérienne 705 Tours, insigne:  Porc-épic, ainsi que : Pélican avec son parapluie sous le bras. L'insigne de l'escadrille 1/31 était un aigle d'or passant à travers un fer à cheval rouge. C'est le lieutenant Hirsch qui commande l'unité le 1er septembre 1939, elle est équipée de 14 Lioré et Olivier LeO 451 les numéros de série des LeO n'étaient pas portés sur le fuselage et ceux de la 12e et 31e escadre à côté de la cocarde du fuselage étaient des codes tactiques. Ce n'est qu'à partir du 24 mai 1940 qu'ils furent apposés à la 31e.
Le 1er janvier 1937, la 31e escadre change de spécialité : d'escadre d'observation, elle devient escadre de bombardement. Un de ses groupes est alors commandé par le lieutenant-colonel Louis Mailloux, ancien compagnon de Jean Mermoz sur l'Arc-en-Ciel 3, sur la traversée de l'Atlantique Sud. En avril 1937, la 31e escadre de bombardement passe de six à quatre escadrilles. Le groupe ainsi prélevé participe, toujours sur la base aérienne (devenue BA 109), à la création d'une nouvelle escadre de bombardement d'assaut : la 51e.
Les deux escadres sont équipées successivement de Potez 540, de Bloch MB.200 et de Bloch MB.210. Après la déclaration de guerre, la 31e utilise des "LéO 45" alors que la 51e délaisse ses Bloch 210 pour faire de l'appui tactique avec des Breguet Br.693.
Le 18 avril 1938, il est breveté observateur et le 23 avril 1938, il épouse civilement mademoiselle Jeanne Gaillard, à Paris. Le mariage religieux a lieu à l'église Saint-Augustin, le 7 mai 1938. Le jeune couple part habiter à Tours et donnera naissance à neuf enfants.
À partir du 12 décembre 1938, il fait un stage d'observateur de quinze jours sur la base de Villacoublay.

### Pilote de Guerre
Le 9 septembre 1939, le Groupe de bombardement 1/31 est à Connantre et les 22, 27 et 29 septembre 1939, les équipages de cette unité effectuent plusieurs missions sans problème (sous-lieutenant Chaboureau, lieutenant Hirsch, sergent Martin, sous-lieutenant Collombet, sergent Bertrand et sergent-chef Pochard)
Le 30 septembre 1939, il est commandant de l'équipage qui effectue une mission de reconnaissance photographique au-dessus de l'Allemagne, puis une autre le 3 octobre 1939 que commentera le canonnier Cercueil pour Vincent Lemaire.
Le 20 octobre 1939, il est promu lieutenant, le général Devé note « officier commandant d'avion possédant de sérieux moyens. A accompli dans de bonnes conditions deux missions de guerre. Du sang-froid, de l'endurance, de la décision. Excellent élément » et pilote à la 51e escouade aérienne GBA 19. En novembre 1939, il va faire un stage de dix jours à la Base de Cazaux comme  viseur.
Affecté le 5 janvier 1940 à la 4e escadrille, de la 51e Escadre, groupe de bombardement d'assaut pour laquelle il est volontaire, mais par manque d'expérience reste à la 31e. De proches amis sont affectés à cette escadre : Georges Hallopeau et Gilles Renaud. Pas de radar, ils apparaissent en 1941, les pilotes naviguent à la boussole et carte Michelin. Il fait partie du 19e groupe de bombardement d'assaut composé de deux escadres la 54 et 51e, commandé par le colonel Aimé Azéma de Castet La Boulbène. La 51e escadre est composée de deux groupes de deux escadrilles, le CG1/51 et le CGII/51, qui ne sont pas toujours stationnés sur les mêmes bases. Les quatre escadrilles de la 51e sont réunies à nouveau le 12 juin 1940. Le CGII/51 est commandé par le commandant Léopold Davout (1904-1985), polytechnicien qui est aussi diplômé de Sup aéro, il commande les 3e et 4e escadrilles et Jacques Collombet est pilote dans la 4e escadrille ayant pour emblème une tortue ailée sur fond de croissant de lune, que commande Jean-Louis Nicot. Collombet rejoint sa nouvelle escadre le 5 janvier 1940. Le groupe est stationné à Le Luc-Grande Bastide, puis se déplace à Vinon-sur-Verdon et revient au Luc. Le 28 avril 1940 il est à Salon-de-Provence, mais lorsque les Allemands envahissent la France son groupe n'est pas opérationnel.
Le second groupe de la 51e rejoint la base d'Étampes. Le 20 mai 1940, branle-bas de combat, il part attaquer les colonnes motorisées au sud d'Amiens avec dans sa section trois avions et dans l'autre deux avec chacun huit bombes de 50 kg sur Potez 633. Ils sont en tout 14 avions répartis en 5 sections, la mission est réussie malgré des tirs nourris de la DCA ennemie. Le 24 mai 1940, il traverse la France avec l'adjudant Hegron en Potez 24 pour aller chercher deux Breguet 691 stationnés à Salon-de-Provence et les convoyer à Étampes. Le 26 mai 1940, avec son mitrailleur Hervieu, ils partent à bord d'un Potez 63 attaquer des chars près de Saint-Quentin et participent à l'Opération Dynamo lors de l'évacuation de Dunkerque. Jacques Collombet, malgré la présence de trois patrouilles de trois Messerschmitt 109, pique et lance ses bombes en vol rasant. Six avions allemands prennent en chasse l'avion d'Hégron qui réussit à rentrer, les trois autres suivent ceux de Collombet et de J.N. Laurenceau volant en rase motte et réussissent à rentrer. Les deux avions se crashent à l'atterrissage mais les équipages sortent indemnes, les avions partent à la casse. Il part le soir même à Cognac à bord d'un Breguet 693 avec d'autres pilotes pour aller chercher sept Breguet 693.
Le 30 mai 1940, il part sur un Breguet 693 bombarder et harceler les troupes allemandes au nord Abbeville en compagnie de deux autres avions. Cette mission est réussie, mais son avion est criblé de balles, conduit Davout à lui attribuer une seconde citation à l'ordre de la division aérienne.
Puis le 1er juin, il rentre de mission à l'aide d'un seul moteur. Le 4 juin, le groupe part d'Étampes pour Dadonville puis Bouard , Bricy 2 jours, Bouard, puis Bricy. La mission du 5 juin se termine bien, mais les avions sont criblés de balles. Le 6 juin, au cours d'un vol du S/C Chaillon, surveillé par Collombet, le train refuse de sortir, l'avion se pose sur le ventre et le lieutenant Collombet a le nez et l'arcade sourcilière endommagés. Le 7 juin, il participe à 6 heures du matin à une mission de bombardement, puis une seconde à 17 heures aux alentours de Roy, puis le 8 juin à une nouvelle sortie à l'est de Soissons qui se termine sur le train d'atterrissage à la suite d'un pneu crevé par une balle, le soir il assure sur Potez une liaison de Bouard à Toussus-le-Noble. Le 10 juin, nouvelle mission : détruire un pont de bateaux sur la Seine à Pont-de-l'Arche, mission réussie malgré le brouillard et l'après-midi attaque d'une avant-garde sur la Marne. Repéré par les Allemands, ordre est donné de se replier sur la base aérienne de Bricy. Le 11 juin, Collombet reçoit une citation pour une mission.
Le 14 juin 1940, le groupe apprend qu'il est déplacé à Saint-Jean-d'Angély, le 15 Collombet part reconnaître avec 5 autres équipages la base de Châteauroux Le soir, ils apprennent que les Allemands occupent Paris. Le 17 juin 1940, il réalise avec cinq autres équipages leur dernière mission la destruction du pont de Cosne-sur-Loire. Le 19 juin 1940, le groupe part pour Bordeaux avec l'objectif de faire passer avions et pilotes en Afrique du Nord, le lendemain et surlendemain, prises d'armes avec remise de décorationsLe 16 août 1940, Jacques Collombet est nommé commandant de ce qu'il reste de l'escadrille I/51. Du 25 juin au 11 août, le groupe II/51 reste en stationnement à Toulouse, les vols sont interdits.
Le 11 août 1940, la 51e escadre est réorganisée. Les 3e et 4e escadrilles sont dissoutes. Les hommes et matériels de la 51e, après avoir erré dans différentes bases, sont regroupés à partir du 12 août à Lézignan. Son épouse vient le rejoindre le 15 octobre et ils s'installent au 14 rue Guynemer à Lézignan. Le 9 octobre 1940, il est nommé commandant de la 1re escadrille, et le 1er mars 1940, il est nommé à l'état-major de Lézignan.
Le 11 novembre 1942, les Allemands envahissent la zone libre et le 30, l'escadre est dissoute, Collombet est démobilisé. Il rentre à Paris avec femmes et enfants. Il trouve un emploi d'ingénieur au bureau d'études des Usines Farman et le 1er mars 1943, il est placé à sa demande en congé d'armistice. Le 7 juin 1943, il reçoit une affectation à l'état-major, au secrétariat à la défense aérienne de Vichy. Le 22 juin, il répond qu'il n'est pas volontaire pour cette affectation et demande à rester à la SAUF. Ce qu'il obtient.
En juillet 1944, il entre à l'Organisation de résistance de l'Armée, qui ne lui donne aucune mission à effectuer à cause de l'avancement rapide des alliés et de la capture des chefs  de l'organisation.
Lors de la Libération de Paris, le 25 août 1944, les nouvelles autorités demandent aux salariés de la SAUF de rester à leur poste, mais Collombet demande le 28 août sa réintégration dans l'armée et se porte volontaire pour la Campagne d'Allemagne. Mais il faut passer par les fourches caudines de la commission d'épuration et ce n'est que le 19 mars 1945 qu'il est réintégré dans l'Armée de l'air comme commandant d'un centre de ravitaillement et de réparation. Il rencontre son chef de l'O.R.A, le colonel Ollivier, au centre d'essai en vol de Marignane au début de l'année.
Puis il est muté à Colmar et quelques semaines plus tard à Fribourg. Le 7 mai 1946 dépose un recours devant la commission de reclassement des officiers contestant sa pénalisation de vingt mois dans sa nomination au grade de capitaine, joignant à sa lettre l'attestation de son chef de l'O.R.A, le médecin-colonel Claude Arnould dit le Colonel Ollivier. Son recours aboutit partiellement et il est promu le 25 avril 44.

### L'après-guerre
Le 5 juillet 1946, il est missionné pour reprendre l'entraînement à la Base aérienne 705 Tours d'août à novembre 46 puis à la base aérienne de Marrakech du 23 juin 1947 au 29 septembre 1947. En octobre 1947, il est affecté au 3e bureau de la 40e escouades de liaison aérienne à Villacoublay.
La 40e escadre sera renommée la 60e le 15 mai 1948. C'est une escadre de transport et de liaison. Elle se compose de deux groupes célèbres pour leurs missions. Le II/60 a pour nom de tradition le GAEL (Groupement Aérien d'Entraînement et de Liaisons) avec de septembre 1946 à janvier 1949 le commandant Raoul Rebière à sa tête, et le I/60 celui de GLAM (Groupe de Liaisons aériennes Ministérielles), pour le transport discret des autorités gouvernementales, commandé par le commandant Boudineau.
En 1950, il entre au CEV (Centre d'essais en vol de Brétigny-sur-Orge), comme pilote d'essais non spécialisé responsable de l'armement. Il effectue notamment des essais à Cazaux.
Il quitte le CEV le 1er novembre 1952 pour suivre pendant neuf mois les cours du centre d'enseignement de l'école supérieure de guerre aéronautique de Paris dite ESGA, située au Invalides dont le directeur est le général Maurice Challe. Puis en juillet 1953, Collombet part deux mois en stage aux États-Unis. À sa sortie de l'école de guerre fin 1953, il effectue un stage d'un an à l'état-major pour être breveté d'état-major. Dès la fin de son stage, il demande d'être réaffecté au CEV.

### Le centre d'essai de Colomb-Béchar
Il est affecté à la base de centre d'essais en vol, CEV de Colomb-Béchar dite CEES, pour procéder notamment avec des avions de chasse à des tirs d'essais d'engins air-air. Sa période en Algérie est validée au titre de la campagne d'Algérie du 23 septembre 1955 au 13 avril 1956 puis du 14 au 28 mai 1957. Il sera à la Base aérienne 212 Biskra. Il y recevra deux citations au titre de sa section le 10 janvier 1956 sous les ordres du général Frandon de la SRE 09/540 :
«  J'adresse mes plus vives félicitations aux équipages des MS 733 de la SRE 09/540 qui ont, par leur action efficace, contribué le 15 décembre 1955 à fixer puis détruire une bande de rebelles trafiquants d'armes. Un important butin a ainsi pu être récupéré. L'action de l'aviation a été encore une fois déterminante et le mérite en revient aux officiers et sous-officiers équipages des Moranes de la SRE 09/540 du Général Frandon au lieutenant-colonel Jacques Collombet de la base aérienne en AFN 212, section de recherche 09/540 »
Citation personnelle à l'ordre de la division aérienne le 12 février 1957 : « commandant de la section de recherches et d'expérimentation 09/540 du 23 septembre 1955 au 14 avril 1956 a permis à son unité, par son dynamisme et sa valeur de technicien de remplir pleinement sa mission de mise au point des matériels nouveaux mis en œuvre en Afrique du Nord. A effectué personnellement 134 missions au-dessus du territoire. S'est particulièrement distingué le 6 décembre 1956 lors d'une mission d'appui feu dans la région de Biskra au cours de laquelle son avion a été sévèrement touché. »
Le 14 mai 1957, il est nommé chef de la section armement, et bien que se rendant régulièrement à Colomb-Béchar; il relève alors de la base du CEV de Brétigny. Il pilote également des avions munis d'hélice à pas variable, ainsi que l'Alouette.

#### La Base de Villacoublay
Le 14 mai 1958, il quitte le CEV pour le secrétariat de l'Air à la section export-import dirigée par Louis Bonte avec lequel il a déjà travaillé.
Après trois années et demie passées avec succès au ministère, il obtient une affectation opérationnelle qui correspond plus à son tempérament : il est nommé commandant de la Base aérienne 107 Villacoublay le 26 septembre 1961. La base accueille le GLAM (GTLA 1/60) et le GAEL, unités chargées des transports de personnalités et des rapatriements et évacuations sanitaires.
Le 1er mai 1962, il assiste en compagnie de Pierre Messmer et Gaston Palewski au second essai nucléaire souterrain réalisé à In Amguel, au Sahara. Une porte d'une galerie n'étant pas étanche, un nuage radioactif est rabattu par le vent sur la centaine de militaires et officiels présents, les irradiant substantiellement (plus de 50 mSv). À la suite de cela, Jacques Collombet fait un voyage d'évacuation le 1er mai aller et retour de nuit In Amguel à Reggane et le lendemain il repart d'In Amguel pour Reggane, puis Villacoublay aux commandes du C54.no 14.
Le 22 août 1962, Jacques Collombet est commandant de la base de Villacoublay lorsque le général de Gaulle est victime d'un attentat au rond-point du Petit-Clamart à deux pas de la base aérienne, organisé par Jean-Marie Bastien-Thiry. L'attentat a lieu alors que le général et Mme de Gaulle se rendent de l'Élysée à Villacoublay. Jacques Collombet, commandant de la base, est présent lors de l'arrivée du général de Gaulle qui est impassible.
En 1963, il va effectuer plusieurs vols d'évacuation de mutilés d'Entebbe, en Ouganda, vers les bases françaises de la République malgache, puis vers la France.
Puis il effectue des transports de personnalités Georges Pompidou, alors premier ministre, le général Paul Stehlin, alors chef d'état-major de l'Armée de l'Air ou Pierre Messmer, ministre des armées.

### Retraite militaire
En octobre 1963, il est promu général et prend sa retraite militaire.
Il totalise en tout, du 1er juillet 1937 au 11 octobre 1963 : 5 258 heures de vol, de l'avion ancien à hélice lancée à la main, aux avions à réaction et hélicoptère.

### Seconde carrière civile
Après avoir quitté l'armée, alors qu'il n'a que 51 ans, il rejoint Sud-Aviation, puis en 1970, l'Aérospatiale aux Mureaux société dont est issue EADS où il va rester 14 ans et travaille régulièrement en Afrique, au Sahara, au plateau d'Albion. Il prend sa retraite en 1977.
C'était un sportif accompli pratiquant la marche, l'alpinisme, le ski alpin, le ski de fond, le tennis et le bateau, kayak.
Décédé le 17 novembre 1989, il a été inhumé au cimetière du Montparnasse, 27e division. Les palmes sur sa tombe furent dérobées.

## Appareils pilotés
- Notes : son premier carnet de vol s'achève par un vol le 18 juillet 1938. Le carnet suivant, celui de la campagne de France, a été égaré. Les vols ont été partiellement reconstitués par Vincent Lemaire à l'aide du journal de bord de l'escadre et des carnets des autres navigants[23].
- - Caudron 272-5 Luciole, hélice en bois encore lancée à la main. Il fait son baptême de l'air le 2 août 1937, et son premier vol solo sur cet appareil le 19 août 1937
- Potez 25 à partir du 16 novembre 1937 - 1938, le no 449 et le no 452, puis le no 1730
- Morane-Saulnier MS.230, à partir du 16 novembre 1937
- Lioré et Olivier LeO 451 dit LéO 45, à partir de décembre 1937.
- Potez 540
- Lioré et Olivier LeO 20
- Potez 542 abandonné en 1939
- Bloch MB.200, en 1938, les 3, 4, 24 mai et année 1939.
- Bloch MB.210 surnommé les "Cercueils volants"
- Breguet Br.693 dont le no 48 et 72 le 8 juin 1940[24]
- Potez 63.11 mi-décembre 1939 - 1940
- Breguet Br.691/Breguet Br.693. La première fois le 19 janvier 1940, mais les entraînemets sur Potez 63 ou Bloch 210. Puis Breguet 691 vols suspendus trains fragiles et l'avion est peu fiable
- Potez 24 en mai 1940
- Siebel Si 204 1947 au GAEL
- Supermarine Spitfire, 1946
- p. 47 au GAEL en 1947
- SNCAC NC.702 "Martinet" au GAEL en 1947
- Yak de l'escadron de chasse 2/30 Normandie-Niemen été 1947
- Morane-Saulnier MS.500 Criquet avion de reconnaissance au GAEL
- Caudron C.400 Gœland au GAEL
- Nord 1000 au GAEL
- Dassault Mystère IV, 1950
- Vautour N, 1953-1954
- Morane-Saulnier MS.733 Alcyon, en Algérie 1955-1956
- Hurel-Dubois HD-32 en 1953
- Hurel-Dubois HD-321, en 1956 à la SRE 09/540
- Alouette, hélicoptère en 1957
- Dassault Mirage III, 1958
- Douglas DC-4, en 1962. C'est le C.54 E n°de série 49-9148, offert en 1945 par le Président Truman au général de Gaulle, qui fut versé au GLAM, il porte le no 14, il est cédé en 1964 à la Marine Nationale qui le perd dans un accident en 1982.

## Grades
- 20 décembre 1937 - sous-lieutenant
- 20 octobre 1939 - lieutenant
- 15 avril 1944 - capitaine
- 1er avril 1950 - commandant
- 1er octobre 1954 - lieutenant-colonel
- 1er novembre 1959 - colonel
- 1er décembre 1963 - général de brigade aérienne

## Fonctions
- 1950 : pilote d'essais au Centre d'essais en vol de Brétigny-sur-Orge
- 1953 : École de guerre
- 1er octobre 1954 : lieutenant-colonel affecté à l'État-major des Forces armées françaises
- du 7 août 1958 au 11 octobre 1960 : commandant de l'EC 2/5 Île-de-France (1re esc. Paris - 2e esc. Versailles)[25]
- 1960 : colonel, commandant de la Base aérienne 107 Villacoublay

## Décorations
- Officier de la Légion d'honneur 31 décembre 1957, chevalier du 31 décembre 1950
- Commandeur de l'ordre national du Mérite, 1969
- Croix de guerre 1939–1945, 14 juillet 1940 avec palme, étoile d'argent et étoile de vermeil
- Croix de la Valeur militaire avec une étoile d'argent, 12 février 1957
- Médaille de l'Aéronautique, 26 décembre 1960
- 1969 : chevalier du Mérite scientifique

## Hommages
- 1941 du commandant Devaux : « A les qualités nécessaires pour réussir un état-major, travailleur consciencieux, intelligent, ordonné. Excellente culture scientifique développée, jointe à une parfaite connaissance de son matériel. Excellent officier d'escadrille ayant l'allant aérien indiscutable et des qualités d'organisation prononcées. Apte à commander une escadrille. Connaît très bien les différents services d'une escadrille, de l'autorité, du bon sens, de grosses qualités d'aviateur, ferait certainement de son escadrille une unité allante entraînée et disciplinée. Officier de 1er ordre, complet, a fait la guerre avec le plus bel allant et bien mérité deux citations. Beaucoup de cran et de décisions dans l'exécution de ses missions d'assaut ou de reconnaissance ».

### Sources
- Plaquette des personnalités inhumées au cimetière du Montparnasse
- Service historique de l'Armée de l'Air 2003, Direction de l'infrastructure de l'air 1945-1994, sous-série 50 E.
- Dossier militaire individuel du SGA.